# Авија BH-3
Авија BH-3 (чеш. Avia BH-3) је ловачки авион направљен у Чехословачкој. Авион је први пут полетео 1921. године.

## Пројектовање и развој
Два чехословачка инжењера Павел Бенеш и Мирослав Хајн, који су радили у компанији Авиа, 1920. године су конструисали свој први моноплан, који је добио ознаку BH-1. Исте године, авион је добио награду на аеромитингу у Прагу. Наредне године модел је побољшан променом мотора и добио ознаку BH-1bis. Добре летне карактеристике авиона подстакле су пројектанте да конструишу ловац на основу њега. Нови авион, је означен као BH-3, први пут је полетео 1921. године, био је опремљен мотором BMW III од 185 KS. и наоружан је са два митраљеза Vickers калибра 7,7 mm постављена изнад мотора.

## Технички опис
Труп је дрвене конструкције обложен шперплочом а делом и платном, правоугаоног попречног пресека са благо заобљеном горњом страницом трупа и заштитником за главу пилота. Само предња страна кљуна и поклопац мотора је био од алуминијумског лима. Конструкција трупа је била класична дрвена просторна решетка чија су поља укрућена жичаним дијагоналама. У трупу су се налазио један отворени кокпит за пилота који је био заштићен ветробранским стаклом.
Погонска група се сасојала од 6-то цилиндарског, линијског, течношћу хлађеног, мотора BMW III снаге 136 kW (185 KS), и двокраке дврене вучне елисе фиксног корака. Поред овог мотора експериментисало се код прототипа и једног авиона из серијске производње са моторима Hispano Suiza 8Ba 162 kW (220 KS) и Walter W-IV 162 kW (220 ).
Крила су била дрвене конструкције са две рамењаче од пуног дрвета и дрвена ребра пресвучена импрегнираним платном. Крила су била трапезастог (веома блиско правоугоном) облика средње дебљине профила. Крила су била причвршћена за доњу ивицу трупа а са два крута затезача (у облику латиничног слова V) била су причвршћена за горњу страницу трупа. Елерони (крилца) били су такође дрвене конструкције пресвучени платном и везани за другу рамењачу. Управљање крилцима је механичко помоћу челичних сајли.
Авион има два хоризонтална стабилизатора на које су прикачена кормила дубине. Авион нема вертикални стабилизатор а његову функцију обавља кормило правца. Сви елементи репа авиона имају дрвену конструкцију и облогу од импрегнираног платна.
Стајни трап авиона је фиксан направљен од танкозидих заварених челичних цеви са фиксном челичном осовином и два точка са гумама од тврде гуме. Испод репа авиона налази се дрвена еластична дрљача као трећа ослона тачка авиона.

## Наоружање
Авион Авија BH-3 је био наоружан са два синхронизована митраљеза Vickers калибра 7,7 мм постављена изнад мотора који су гађали кроз обртно поље елисе.
| Наоружање авиона: Авија        |             |
| Ватрено (стрељачко) наоружање  |             |
| Топ                            |             |
| Митраљез                       |             |
| Број и ознака митраљеза        | 2 х Vickers |
| Калибар                        | 7,7         |
| Бомбардерско наоружање (бомбе) |             |
| Ракетно наоружање (ракете)     |             |

## Верзије
Једина разлика између серијски произведених авиона овог типа била је у томе што је у један од њих уграђен мотор Walter W-IV а у други прототип уграђен је мотор Hispano Suiza 8Ba ради експеримента.

## Оперативно коришћење
Сви авиони Авија BH-3 су испоручени 1. ваздухопловном пуку. Иако напредан по својој конструкцији авион је био веома осетљив у погледу стабилности тако да је било веома тешко летети на њему јер није дозвољавао пилоту ниједан тренутак опуштања. 
Најозбиљнија је била тенденција кажњавања грешака у пилотирању, падање у ковит, што је довело до бројних несрећа. Борбени авиони BH-3 су кратко служили у саставу 1. ваздухопловног пука у Прагу, затим су предати ваздухопловној школи у Чебу, да би после погибије два питомца-пилота, убрзо били повучени из службе (1927.). Међутим, као нискокрилци који су концепцијом и конструкцијом били испред свог времена, они заузимају почасно место у историји чехословачке авијације.

## Земље које су користиле авион
- Чехословачка